# Friedrich von Gayl
Friedrich Georg Ludwig Freiherr von Gayl (* 4. Februar 1776 in Marienburg; † 12. Januar 1853 in Berlin) war ein preußischer Generalmajor.

## Leben

### Herkunft
Er war der Sohn von Kasimir Wilhelm Ernst Freiherr von Gayl (1746–1821) und dessen Ehefrau Wilhelmine, verwitwete von Lüderitz, geborene von Schenk (1747–1781). Sein Vater war Kapitän a. D., Herr auf Eichstedt sowie Kammerdirektor. Friedrich hatte noch neun Geschwister, darunter Ludwig (1785–1853), der später zum Generalleutnant aufstieg und oldenburgischer Kammerherr wurde.

### Militärkarriere
Gayl trat am 16. November 1790 als Gefreiterkorporal in das Infanterieregiment „Kronprinz“ der Preußischen Armee ein. Mit dem Regiment nahm er 1793/95 am Feldzug gegen Frankreich teil und wurde am 18. Dezember 1795 Sekondeleutnant. Im Feldzug 1806/07 kämpfte Gayl bei Auerstedt und Prenzlau. Er kam am 2. Juni 1807 als Premierleutnant zum Korps „Blücher“. Nach dem Frieden von Tilsit wurde Gayl Ende des Jahres in das 1. Pommersche Infanterie-Regiment versetzt. Hier stieg er im Dezember 1811 zum Stabskapitän und Kommandeur des Depots auf, wurde am 5. Mai 1812 als Kapitän zum Kompaniechef ernannt. Seine Kompanie führte Gayl im Feldzug 1812 in den Gefechten bei Eckau und Wollgund. Als im Jahr darauf die Befreiungskriege gegen Napoleon begannen, nahm er an den Schlachten bei Großbeeren, Dennewitz und Leipzig teil und wurde am 21. Dezember 1813 zum Major befördert. Während der Kämpfe bei Hoogstraten schwer verwundet, kam Gayl während des Sommerfeldzuges bei Ligny und zwei Tage später bei Waterloo zum Einsatz. Nach der siegreichen Schlacht wurde er am 19. Juni 1815 zum Kommandeur des Füsilierbataillons ernannt.
Nach Beendigung des Krieges, in dem Gayl mit beiden Klassen des Eisernen Kreuzes sowie dem Orden der Heiligen Anna II. Klasse ausgezeichnet worden war, wurde er am 30. März 1821 zum Oberstleutnant befördert. Sechs Jahre später folgte seine Beförderung zum Oberst und am 30. März 1828 beauftragte man Gayl zunächst mit der Führung des 31. Infanterie-Regiments in Erfurt, bevor er schließlich am 30. März 1829 zum Kommandeur ernannt wurde. Von diesem Posten wurde Gayl am 26. März 1831 entbunden und unter Verleihung des Charakters als Generalmajor mit der gesetzlichen Pension in den Ruhestand versetzt.
Nach seinem Tod beerdigte man ihn am 15. Januar 1853 auf dem alten Garnisonfriedhof in Berlin.

### Familie
Gayl hatte sich am 17. September 1811 in Kolberg mit Charlotte Sophie Concordie Barz (1786–1872) verheiratet. Sie war die Tochter des Superintendenten in Kolberg, Johann Wilhelm Barz. Aus der Ehe gingen folgende Kinder hervor:
- Wilhelm (1814–1879), preußischer General der Infanterie
- Karl (* 1816)
- Otto Franz Friedrich (1818–1887), preußischer Hauptmann a. D.
- Albert August Friedrich (1819–1853), preußischer Premierleutnant und Platzmajor von Wittenberg
- Robert Kasimir Friedrich (1821–1870), preußischer Major
- Gustav Karl Friedrich (1823–1841), preußischer Portepeefähnrich
- Friedrich Wilhelm (1825–1862)